# 資本コスト
資本コスト（しほんコスト）とは、企業が資本を調達・維持するために必要なコスト（費用）のことである。すなわち、資金提供者からの調達に基づく投下資本1円あたりに要求される利益を意味する。通常はパーセント (%) で表される。純資産に関しては株式に対する配当やキャピタル・ゲイン、他人資本に関しては借金に対する支払利子が代表的である。
資本コストは、企業が最低でも上げなければならない資本利益率、すなわち投資家による最低要求利益率になる。
企業価値（割引キャッシュ・フロー法）では、負債と純資産との両方のコストを加味した「加重平均資本コスト (WACC)」が割引現在価値として用いられることがある。

## 加重平均資本コスト
加重平均資本コスト (WACC, weighted average cost of capital) は次式によって求められる。この式で負債コスト部分に実効税率が乗じられるのは、法人税の計算上、借入金利子が費用と認められる一方で、剰余金の分配とされる配当が税務上の費用に該当しないことによる。
加重平均資本コスト＝有利子負債残高×負債利率×(1－実効税率)＋自己資本残高×自己資本要求利回り
企業の資金調達には2つの源泉があり、ひとつは借金・社債といった負債、もうひとつは出資による純資産である。他人資本の出し手（主に市中銀行など）は調達に際して返済方法や返済期限が明らかにされ、さらに必要であれば担保を要求できるなど自己資本の出し手に比べれば有利な条件で企業に資本提供できるので、その見返りとなる利息は自己資本への配当などよりも低くなるとする。また、会社が倒産した場合には借入金の債権者や社債権者には回収された会社資産から優先して配当がなされるが、株主にはその残余があった場合にだけ残余財産請求権が認められるので、この点でも自己資本の出し手は高いリターンを要求することが予想されるとする。とはいえ、市場で流通している株式の場合、清算価値程度まで株価が低迷すると、必ずしも自己資本コストが借入れのコストよりも高くなるとはいえない。
会社の資金調達は他人資本によることが合理的と見られるが、財務比率、とくに自己資本比率の低い企業に対しては倒産リスクが付きまとうことから、一般的なコーポレートファイナンス理論を前提にする場合、一定の自己資本を維持しながらでなければ借入れを行うことは困難であるとされる。こうした倒産リスクによる他人資本の利率上昇と自己資本の要求利回りを加味した上で、企業の資本構成を最適化することを説明するために加重平均資本コストの概念は必要不可欠となる。
現実の企業の企業価値算定に加重平均資本コストを利用する場合、有利子負債比率の高い企業に対して有利な評定がされる。

## β値（ベータ値）
自己資本要求利回りは多くのプライベートカンパニーで無償と考えられている。しかし、利益を留保した会社の株式純資産価値が上昇するように、株主に株式価値として還元されていると考えると無配の株式でも株主還元が行われて資本コストが支払われていることに変わりはない。ただし、プライベートカンパニーの株価を日々計算することは困難であり、その資本コストを測定する経済的価値も認められないので、プライベートカンパニーの自己資本コストが正確に測定されていないに過ぎない。日々、株価が変動する上場企業については、自己資本コストの測定がある程度可能であり、資本資産価格モデル（CAPM）では自己資本コストは次式で表される。
自己資本コスト＝自己資本残高×(Rf＋MRP×β)
Rfは、長期国債利回りなどの無リスク債券利回り (Risk-free rate) を指す。MRP（Market Risk Premium、マーケットリスクプレミアム）は、債券市場に投じるよりもリスクのある株式市場に投資した場合の超過利回りを指す。
プルータス・コンサルティングによると、マーケットリスクプレミアムには、過去の株価の収益率を基にして算出したヒストリカル・リスクプレミアムと、現在の市場の株価と企業の収益率から導き出したインプライド・リスクプレミアムがあるとされている。
βは、マーケット指標である株価指数（日経平均株価、TOPIXなど）に対しての、ある銘柄の感応度を示す変数をいう。株式市場の変動に対して、どの程度の相対的リスクをもっているかを算定する。
なお、株価がマーケット指標と連動しているかどうかについて判定する期間に特に定めがないので、β値の採取期間を3か月とするか1年、3年とするかでβ値が大きく異なる結果になることもある。したがって、このような曖昧な値（β値）を乗ずる資本コストは、実務上、結論ありきのお手盛りになりがちとの指摘もなされている。一方、β値の採取期間を一定に定めることによって、対象期間の株価に大きな不安定要素（金利政策の決定や為替変動、業界の状況の劇的な変化のほか、決算発表、風説の流布、配当政策の変更など）がある場合には当該期間の影響を排除すべきことから、期間を一概に定められないのも事実である。

## 自己資本コストに対する誤解
一般的に「配当を行っていない企業では自己資本コストはタダである」といった誤解が（とりわけ企業経営者に）生じやすい。これは自己資本には返済期日がなく、直接の見返りである配当も配当可能利益がある場合に限定されるからである。しかし、株主が経済合理性に基づいて行動する場合には、配当のない株式を保有するケースは将来の株価上昇によるキャピタル・ゲインを期待しているか、その他取引上の優越的取扱いを受けるための妥協を余儀なくされているケースであり、株価の将来上昇予測や配当予測の目処の立たない株式は、株式価値の下落を通じて、株主に資本コストが転嫁されていると考えるべきものといえる。